# لوسي شانغ
لوسي شانغ هي ممثلة فرنسية ولدت في 27 أكتوبر 2000.

## روابط خارجية
- لوسي شانغ على موقع IMDb (الإنجليزية)
- لوسي شانغ على موقع ألو سيني (الفرنسية)
- لوسي شانغ على موقع قاعدة بيانات الفيلم (الإنجليزية)